# Danh sách album của Aaron Carter
Ca sĩ kiêm nhà soạn nhạc Aaron Carter đã phát hành 5 album phòng thu, 3 đĩa mở rộng EP, 3 album tổng hợp, 5 video album và 44 đĩa đơn( single) (5 trong số đó là hợp tác với nghệ sĩ khác). Anh đã bán được hơn 75 triệu bản trên toàn cầu, cũng như là nghệ sĩ trẻ tuổi nhất đạt được nhiều đĩa bạch kim trong thời hoàng kim. Aaron Carter từng được ghi vào Sách Kỷ lục Guinness là nghệ sĩ trẻ tuổi nhất có 4 đĩa đơn liên tiếp lọt vào bảng xếp hạng UK (Anh Quốc) với album đầu tay mang tên chính anh Aaron Carter khi mới 10 tuổi. Single đầu tay Crush on you lọt vào top 10 tại các bảng xếp hạng uy tín ở Anh, Đức và Úc. Năm 2000, Aaron Carter ký hợp đồng với hãng thu âm Jive Records  và phát hành 3 album bao gồmː Aaron's Party (Come Get It) (2000), Oh Aaron (2001) và Another Earthquakeǃ (2002) . Trong đó, Aaron's Party (Come Get It) (phát hành năm 2000) là album thành công nhất khi bán được tới 3 triệu bản chỉ riêng tại thị trường Mỹ, và nhận được  3 chứng nhận đĩa bạch kim và 1 đĩa vàng. Album Oh Aaron cũng nhận được 1 chứng nhận đĩa bạch kim. Đến năm 2017, anh phát hành đĩa EP mang tên Love với chất liệu nhạc hoàn toàn mới sau 14 năm vắng bóng trên thị trường âm nhạc quốc tế. Đến năm 2018, anh chính thức phát hành album Love (2018) tuy nhiên không đạt được thành công như thời hoàng kim.

## Các album

### Album phòng thu
| Tựa đề                      | Chi tiết                                                        | Vị trí tại các bảng xếp hạng | Vị trí tại các bảng xếp hạng | Vị trí tại các bảng xếp hạng | Vị trí tại các bảng xếp hạng | Vị trí tại các bảng xếp hạng | Vị trí tại các bảng xếp hạng | Vị trí tại các bảng xếp hạng | Vị trí tại các bảng xếp hạng | Vị trí tại các bảng xếp hạng | Vị trí tại các bảng xếp hạng | Chứng nhận thu âm                   |
| Tựa đề                      | Chi tiết                                                        | Mỹ                           | Úc                           | Áo                           | Canada                       | Đức                          | Hà Lan                       | Na Uy                        | Thụy Điển                    | Thụy Sĩ                      | Anh                          | Chứng nhận thu âm                   |
| --------------------------- | --------------------------------------------------------------- | ---------------------------- | ---------------------------- | ---------------------------- | ---------------------------- | ---------------------------- | ---------------------------- | ---------------------------- | ---------------------------- | ---------------------------- | ---------------------------- | ----------------------------------- |
| Aaron Carter                | - Phát hành: 01 tháng 12, 1997 - Hãng đĩa: Edel Music           | —                            | 51                           | 17                           | 23                           | 13                           | 36                           | 5                            | 6                            | 16                           | 12                           | - BVMI: Vàng - GLF: Vàng - MC: Vàng |
| Aaron's Party (Come Get It) | - Phát hành: 26 tháng 9 năm 2000 - Hãng đĩa: Jive Records       | 4                            | 97                           | —                            | 54                           | 82                           | 76                           | —                            | 57                           | —                            | —                            | - RIAA: 3× Bạch kim - MC: Vàng      |
| Oh Aaron                    | - Phát hành:7 tháng 8 năm 2001 - Hãng đĩa: Jive                 | 7                            | —                            | —                            | —                            | —                            | —                            | —                            | —                            | —                            | —                            | - RIAA: Bạch kim                    |
| Another Earthquake!         | - Phát hành: 3 tháng 9 năm 2002 - Hãng đĩa: Jive                | 18                           | —                            | —                            | —                            | —                            | —                            | —                            | —                            | —                            | —                            |                                     |
| Love                        | - Phát hành: 16 tháng 2 năm 2018 - Label: Z Music Entertainment | —                            | —                            | —                            | —                            | —                            | —                            | —                            | —                            | —                            | —                            |                                     |

### Album tổng hợp
| Tựa đề                                     | Chi tiết                                          |
| ------------------------------------------ | ------------------------------------------------- |
| Most Requested Hits                        | - Phát hành: 4 tháng 11 năm 2003 - Hãng đĩa: Jive |
| Come Get It: The Very Best of Aaron Carter | - Phát hành: 17 tháng 1 năm 2006 - Hãng đĩa: Jive |
| 2 Good 2 B True                            | - Phát hành: February 28, 2006 - Hãng đĩa: Sony   |

## Đĩa mở rộng (EP)
| Tựa đề                  | Chi tiết EP |
| ----------------------- | --- |
| Surfin' USA             | - Phát hành: 23 tháng 3 năm 1999 - Đĩa mở rộng quảng bá album Aaron Carter                                                  |
| The Music Never Stopped | - Phát hành: 24 tháng 2 năm 2015 - Đĩa mở rộng gồm 7 bài hát, được phát hành trên nền tảng nghe nhạc kỹ thuật số Soundcloud |
| Love                    | - Phát hành: 10 tháng 2 năm 2017 - Đĩa mở rộng gồm 5 bài hát, phát hành trên nền tảng nghe nhạc kỹ thuật số iTunes          |

## Các đĩa đơn

### Đơn ca
| Tựa đề                                                                   | Năm  | Vị trí trên các bảng xếp hạng | Vị trí trên các bảng xếp hạng | Vị trí trên các bảng xếp hạng | Vị trí trên các bảng xếp hạng | Vị trí trên các bảng xếp hạng | Vị trí trên các bảng xếp hạng | Các chứng nhận thu âm                                     | Album                                                        |
| Tựa đề                                                                   | Năm  | Mỹ                            | Úc                            | Đức                           | Hà Lan                        | Thụy Điển                     | Anh                           | Các chứng nhận thu âm                                     | Album                                                        |
| ------------------------------------------------------------------------ | ---- | ----------------------------- | ----------------------------- | ----------------------------- | ----------------------------- | ----------------------------- | ----------------------------- | --------------------------------------------------------- | ------------------------------------------------------------ |
| "Crush on You"                                                           | 1997 | —                             | 9                             | 5                             | 25                            | 18                            | 9                             | - ARIA (Hiệp hội công nghiệp thu âm Úc): Vàng - BVMI:Vàng | Aaron Carter                                                 |
| "Crazy Little Party Girl"                                                | 1997 | —                             | 20                            | 13                            | 23                            | 7                             | 7                             |                                                           | Aaron Carter                                                 |
| "I'm Gonna Miss You Forever"                                             | 1998 | —                             | —                             | 13                            | 56                            | 9                             | 24                            |                                                           | Aaron Carter                                                 |
| "Let the Music Heal Your Soul" (một trong các ca sĩ của Bravo All Stars) | 1998 | 60                            | —                             | 6                             | 24                            | —                             | 36                            |                                                           | Đĩa đơn không nằm trong album                                |
| "Surfin' USA"                                                            | 1998 | —                             | —                             | 18                            | —                             | 51                            | 18                            |                                                           | Aaron Carter                                                 |
| "Shake It" (featuring 95 South)                                          | 1998 | —                             | 66                            | —                             | —                             | —                             | —                             |                                                           | Aaron Carter                                                 |
| "Children of the World" (thành viên của Hand in Hand for Children)       | 1999 | —                             | —                             | 65                            | —                             | —                             | —                             |                                                           | Đĩa đơn không nằm trong album                                |
| "I Want Candy"                                                           | 2000 | —                             | 27                            | 68                            | 21                            | 10                            | 31                            |                                                           | Aaron's Party (Come Get It)                                  |
| "Aaron's Party (Come Get It)"                                            | 2000 | 35                            | 73                            | —                             | 74                            | —                             | 51                            | - RIAA: Vàng                                              | Aaron's Party (Come Get It)                                  |
| "That's How I Beat Shaq"                                                 | 2001 | 96                            | —                             | —                             | —                             | —                             | —                             |                                                           | Aaron's Party (Come Get It)                                  |
| "Bounce"                                                                 | 2001 | —                             | —                             | —                             | —                             | —                             | —                             |                                                           | Aaron's Party (Come Get It)                                  |
| "Oh Aaron" (featuring Nick Carter và nhómNo Secrets)                     | 2001 | —                             | —                             | —                             | —                             | —                             | —                             |                                                           | Oh Aaron                                                     |
| "Not Too Young, Not Too Old" (featuring Nick Carter)                     | 2001 | —                             | 80                            | —                             | —                             | —                             | —                             |                                                           | Oh Aaron                                                     |
| "I'm All About You"                                                      | 2001 | —                             | —                             | —                             | —                             | —                             | —                             |                                                           | Oh Aaron                                                     |
| "Leave It Up to Me"                                                      | 2002 | —                             | —                             | —                             | —                             | —                             | 22                            |                                                           | Jimmy Neutron: Boy Genius (nhạc phim) và Most Requested Hits |
| "Another Earthquake"                                                     | 2002 | —                             | —                             | —                             | —                             | —                             | —                             |                                                           | Another Earthquake!                                          |
| "Summertime" (featuring Baha Men)                                        | 2002 | —                             | —                             | —                             | —                             | —                             | —                             |                                                           | Another Earthquake!                                          |
| "To All the Girls"                                                       | 2002 | —                             | —                             | —                             | —                             | —                             | —                             |                                                           | Another Earthquake!                                          |
| "Do You Remember"                                                        | 2003 | —                             | —                             | —                             | —                             | —                             | —                             |                                                           | Another Earthquake!                                          |
| "She Wants Me" (với Nick Carter)                                         | 2003 | —                             | —                             | —                             | —                             | —                             | —                             |                                                           | Most Requested Hits                                          |
| "One Better"                                                             | 2004 | —                             | —                             | —                             | —                             | —                             | —                             |                                                           | Most Requested Hits                                          |
| "Saturday Night"                                                         | 2005 | —                             | —                             | —                             | —                             | —                             | —                             | - RIAA: Vàng                                              | Nhạc phim Popstar                                            |
| "Dance with Me" (featuring Flo Rida)                                     | 2009 | —                             | —                             | —                             | —                             | —                             | —                             |                                                           | Đĩa đơn không nằm trong album                                |
| "Planet Rock" (featuring Busta Rhymes)                                   | 2010 | —                             | —                             | —                             | —                             | —                             | —                             |                                                           | Đĩa đơn không nằm trong album                                |
| "Perfect Storm"                                                          | 2010 | —                             | —                             | —                             | —                             | —                             | —                             |                                                           | Đĩa đơn không nằm trong album                                |
| "Ooh Wee" (featuring Pat SoLo)                                           | 2014 | —                             | —                             | —                             | —                             | —                             | —                             |                                                           | Đĩa đơn không nằm trong album                                |
| "Fool's Gold"                                                            | 2016 | —                             | —                             | —                             | —                             | —                             | —                             |                                                           | Love                                                         |
| "Sooner or Later"                                                        | 2017 | —                             | —                             | —                             | —                             | —                             | —                             | - FIMI (Hiệp hội công nghiệp thu âm Italy): Vàng          | Love                                                         |
| "Don't Say Goodbye"                                                      | 2017 | —                             | —                             | —                             | —                             | —                             | —                             |                                                           | Love                                                         |
| "Sensational Love x Kid Carter"                                          | 2019 | —                             | —                             | —                             | —                             | —                             | —                             |                                                           | Đĩa đơn không nằm trong album                                |
| "Anything x Kid Carter"                                                  | 2019 | —                             | —                             | —                             | —                             | —                             | —                             |                                                           | Đĩa đơn không nằm trong album                                |
| "Anywhere You Go"/"Spiritual"                                            | 2021 | —                             | —                             | —                             | —                             | —                             | —                             |                                                           | Đĩa đơn không nằm trong album                                |
| "So Much to Say"                                                         | 2021 | —                             | —                             | —                             | —                             | —                             | —                             |                                                           | Đĩa đơn không nằm trong album                                |
| "Reload the Wesson" (featuring Twista)                                   | 2022 | —                             | —                             | —                             | —                             | —                             | —                             |                                                           | Đĩa đơn không nằm trong album                                |
| "Demons" (hợp tác cùng Rocky Luciano)                                    | 2022 | —                             | —                             | —                             | —                             | —                             | —                             |                                                           | Đĩa đơn không nằm trong album                                |
| "She Just Wanna Ride" (featuring 3D Friends)                             | 2022 | —                             | —                             | —                             | —                             | —                             | —                             |                                                           | Đĩa đơn không nằm trong album                                |
| "Blockbuster" (hợp tác với Rocky Luciano)                                | 2022 | —                             | —                             | —                             | —                             | —                             | —                             |                                                           | Đĩa đơn không nằm trong album                                |
| "Blame It On Me"                                                         | 2022 | —                             | —                             | —                             | —                             | —                             | —                             |                                                           | Đĩa đơn không nằm trong album                                |
| "Scars" (featuring 3D Friends)                                           | 2022 | —                             | —                             | —                             | —                             | —                             | —                             |                                                           | Đĩa đơn không nằm trong album                                |

### Kết hợp với nghệ sĩ khác
| Tựa đề                                                | Năm  | Album                         |
| ----------------------------------------------------- | ---- | ----------------------------- |
| "Every Little Step" (Play featuring Aaron Carter)     | 2004 | Don't Stop the Music          |
| "Heavy Heart" (Cali4nia Jones featuring Aaron Carter) | 2017 | Đĩa đơn không nằm trong album |
| "Breaking Stars" (Bassknight featuring Aaron Carter)  | 2022 | Đĩa đơn không nằm trong album |
| "All for Love" (Jeremy Syres featuring Aaron Carter)  | 2022 | Đĩa đơn không nằm trong album |
| "Lately" (Check the Star featuring Aaron Carter)      | 2022 | Đĩa đơn không nằm trong album |

## Khách mời đặc biệt
| Tựa đề                                | Năm  | Album                                     |
| ------------------------------------- | ---- | ----------------------------------------- |
| "(Have Some) Fun with the Funk"       | 1999 | Pokémon: The First Movie (soundtrack)     |
| "Iko Iko"                             | 2000 | Nhạc phim The Little Vampire              |
| "Life Is a Party"                     | 2000 | nhạc phim Rugrats in Paris                |
| "A.C.'s Alien Nation"                 | 2001 | Jimmy Neutron: Boy Genius (nhạc phim)     |
| "Go Jimmy Jimmy"                      | 2001 | Jimmy Neutron: Boy Genius (nhạc phim)     |
| "Little Bitty Pretty One" (nhạc phim) | 2001 | The Princess Diaries: Original Soundtrack |
| "I Just Can't Wait to Be King"        | 2002 | Disneymania                               |
| "Through My Own Eyes"                 | 2002 | Liberty's Kids                            |
| "Get Up on Ya Feet"                   | 2003 | Kim Possible (nhạc phim)                  |
| "Enuff of Me"                         | 2005 | Popstar                                   |
| "What It Is" (kết hợp với AP9)        | 2009 | Reality Check                             |

## Các video album đã phát hành
| Năm  | Tựa đề                         | Nhà sản xuất                                                                            | Ghi chú | Chứng nhận       |
| ---- | ------------------------------ | --------------------------------------------------------------------------------------- | --- | ---------------- |
| 1998 | Shake It – The Video           | - Phát hành: 1998 - Hãng đĩa: Shock - Định dạng: VHS (băng video)                       | Gồm có 3 music video làː "Shake It", "Crush on You" và "Crazy Little Party Girl". |                  |
| 1998 | Private & Personal             | - Phát hành: 16 tháng 11 năm 1998 - Hãng đĩa: Edel - Định dạng: VHS                     | Nội dung bao gồm hậu trường sân khấu, các cuộc phỏng vấn và các màn trình diễn live của Aaron. |                  |
| 2000 | Aaron's Party: The Videos      | - Phát hành: 10 tháng 10 năm 2000 - Hãng đĩa: Jive / Zomba - Định dạng: VHS / VCD / DVD | Gồm 5 music video (Video âm nhạc)ː ("Aaron's Party (Come Get It)", "I Want Candy", "Bounce", "Iko Iko"và "The Clapping Song"), hậu trường sân khấu, các buổi chụp hình, đố vui có thưởng...                                                 | - RIAA: Bạch kim |
| 2001 | Aaron's Party: Live in Concert | - Phát hành: 30 tháng 7 năm 2001 - Hãng đĩa: Jive / Zomba - Định dạng: VHS / VCD / DVD  | Video album này bao gồm buổi hòa nhạc của Aaron tại Disney's Hollywood Studios, buổi tiệc sinh nhật lần thứ 13 của anh, quá trình thu âm album tiếp theo, music video của ca khúc "That's How I Beat Shaq" cùng với lời chào hỏi của Aaron. | - RIAA: Bạch kim |
| 2002 | Oh Aaron: Live in Concert      | - Phát hành: 26 tháng 3 năm 2002 - Hãng đĩa: Jive / Zomba - Định dạng: VHS / VCD / DVD  | Bao gồm buổi hòa nhạc của Aaron tại Baton Rouge, Louisiana, hậu trường sân khấu, các video âm nhạc.... | - RIAA: Vàng     |